# アーサー王 (アニメ)
アーサー王（原題：Arthur! and the Square Knights of the Round Table）とは、1966年から1968年にかけてABC（オーストラリア）で放送された海外アニメ。日本では、1993年6月20日から1994年3月13日までNHK-BS2（サンデーアニメ劇場枠内）で全39回放送された。

## キャラクター
アーサー王（John Meillon）
声 - 川久保潔
黒い騎士
声 - 加藤精三

## スタッフ
- プロデューサー - Walter J. Hucker
- 配給 - サザンスターエンターテインメント（英語版）[3]
- 製作 - Air Programs International

- 吹替翻訳 - 水谷美津夫[4]
- 吹替演出 - 不明